# Антипова (деревня)
Антипова — деревня в Болховском районе Орловской области. Входит в состав Герасимовского сельского поселения. Население — 1 чел. (2010).

## География
Деревня расположена в лесистой местности в бассейне реки Паленка на крайнем севере области, в пределах центральной части Среднерусской возвышенности.
Находится в 5 км к юго-востоку от административного центра поселения — деревни Близненские Дворы и в 15 км к северу от административного центра района — города Болхов, в полукилометре от границы с Тульской областью.
Уличная сеть представлена одним объектом: Дальняя улица.
Часовой пояс
Деревня Антипова, как и вся Орловская область, находится в часовой зоне МСК (московское время). Смещение применяемого времени относительно UTC составляет +3:00.
Климат близок к умеренно-холодному, количество осадков является значительным, с осадками даже в засушливый месяц. Среднегодовая норма осадков — 627 мм. Среднегодовая температура воздуха в Болховском районе — 5,1 °C.

## Население
Проживает (на 2017—2018 гг.) 1 житель от 50 до 60 лет.
| 2010 |
| ---- |
| 1    |

## Транспорт
Просёлочные дороги.